# داني غروسمان
داني غروسمان هو مصمم رقص كندي، ولد في 13 سبتمبر 1942 في سان فرانسيسكو في الولايات المتحدة.